# Referendum
Referendumul reprezintă procesul de consultare directă a cetățenilor unei țări în legătură cu un text de lege de o importanță cu totul deosebită sau asupra unei situații de importanță națională. Referendumul este o formă de democrație directă, în contrast cu democrația reprezentativă.
Ca procedură legislativă general acceptată, în cazul referendumului consultarea cetățenilor se face prin chemare la vot direct, pe buletinele de vot existând doar două opțiuni, „da” sau „nu”. Rezultatul referendumului este exprimat prin numărarea tuturor voturilor valabil exprimate și publicarea rezultatului final, în forma votului direct exprimat individual, sub forma unui „da” sau „nu”. Pentru a determina rezultatul final, majoritatea referendumurilor, cu excepții notabile care au nevoie de o lege specială care să menționeze excepția, necesită doar o majoritate simplă (mai mult de jumătate din totalul voturilor valabil exprimate). Rezultatul este ori un „da” în favoarea situației, planului, proiectului sau legii ori un „nu”.
Noțiunea de democrație directă și, ca derivat al acesteia, referendumul datează din Grecia și Roma antică, însă implementarea referendumului a fost relativ neobișnuită până în secolul al XX-lea.

## Etimologie și forma de plural
„Referendum” este gerunziul verbului latin refero, însemnând „a readuce” (din verbul fero, „a duce, aduce, căra” și prepoziția prefixată re-, având semnificația „înapoi”). Acesta nu poate fi folosit de sine stătător în limba latină și necesită adăugarea unui substantiv în context, precum Propositum qui referendum est populo, „O propunere care trebuie readusă poporului”. Adăugarea formei singulare la persoana a III-a a verbului sum (adică est) unui gerunziu, denotă ideea de necesitate sau obligativitate, care „trebuie” făcut și nu care „e potrivit” să fie făcut). Ideea de necesitate se exprimă în limba latină prin conjugarea perifrastică PASIVĂ. Conjugarea perifrastică ACTIVĂ transmite ideea de intenție și se formează din participiul viitor și auxiliarul ”a fi” (sum, es, est etc.). Spre deosebire de latină, în limba română este folosit ca substantiv și i se aplică regulile limbii române în utilizare, care determină forma pluralului acestuia „referendumuri”. O eventuală utilizare a cuvântului „referenda” pentru a desemna forma plurală în limba română (dar aplicându-i regulile gramaticale ale limbii latine) nu este adecvată regulilor gramaticale ale niciuneia dintre cele două limbi.

## Consultativ sau Decizional
Conform legii (3/2000) „Referendumul național constituie forma și mijlocul de consultare directă și de exprimare a voinței suverane a poporului român cu privire la:
- revizuirea Constituției;
- demiterea Președintelui României;
- probleme de interes național.”[2]

Diferența între cele două tipuri de referendum a apărut după referendumul din 2009, după care demiterea Președintelui României sau revizuirea Constituției reprezintă un referendum decizional, în timp ce probleme de interes național reprezintă un referendum consultativ.

## Confuzia între „referendum” și „plebiscit”
Deși cuvintele „referendum” și „plebiscit” sunt folosite ca sinonime, acestea reprezintă termeni cu conotație diferită. Sensul exact al celor două cuvinte depinde de jurisdicția și de limba în care sunt utilizate.
În limba română, cuvântul „plebiscit” are o conotație negativă , denotând un vot popular neliber și incorect organizat din punct de vedere democratic. Printr-un plebiscit, masele populare, supuse dezinformării și manipulării anumitor grupuri de interese, impun reprezentanților lor aleși (Parlamentul) anumite hotărâri de moment, prin presiune și un „vot de mase” inițiat „de jos în sus” (dictatură populară). Plebiscitele sunt utilizate, de obicei, pentru a oferi putere sporită unei anumite guvernări: deși, aparent, plebiscitul are loc „la inițiativa cetățenilor indignați”, adevăratul inițiator „din umbră” este puterea politică (guvernul), care dorește să-și legitimeze unele acțiuni excepționale, nedemocratice, printr-un vot popular masiv.
Cuvântul „referendum” desemnează practica de a supune aprobării populare, prin vot direct, o măsură legislativă inițiată de autoritățile legitime ale unui stat sau ale unei regiuni, în cadrul unui proces democratic liber și corect organizat. Întrebarea adresată cetățenilor, care constituie obiectul votului la referendum, este formulată de autorități; referendumul reprezintă un vot popular inițiat și organizat „de sus în jos”.
În unele jurisdicții cu sistem de drept de tip anglo-saxon, cuvântul „plebiscit” este folosit pentru a desemna consultările populare care au ca obiect schimbarea formei de guvernământ (schimbări radicale), iar cuvântul „referendum” desemnează consultările populare directe pe alte teme de interes național.

## Referendumuri în România
Până în prezent, în România au avut loc 14 plebiscite și referendumuri:
- 10–14 mai 1864: Plebiscitul pentru aprobarea Statutului Dezvoltător al Convenției de la Paris
- 2–8 aprilie 1866: Plebiscitul pentru aprobarea lui Carol I ca domnitor al Principatelor Unite
- 24 februarie 1938: Plebiscitul pentru aprobarea unei noi Constituții
- 2–5 martie 1941: Primul plebiscit pentru aprobarea politicii guvernului Ion Antonescu
- 9–16 noiembrie 1941: Al doilea plebiscit pentru aprobarea politicii guvernului Ion Antonescu
- 23 noiembrie 1986: Referendumul pentru reducerea efectivelor forțelor armate și tăierea cheltuielilor militare cu 5%
- 8 decembrie 1991: Referendumul pentru aprobarea unei noi Constituții
- 18–19 octombrie 2003: Referendumul pentru aprobarea Legii de revizuire a Constituției României
- 19 mai 2007: Referendumul pentru demiterea președintelui României
- 25 noiembrie 2007: Referendumul pentru schimbarea sistemului de vot din România
- 22 noiembrie 2009: Referendumul pentru trecerea la parlament unicameral și reducerea numărului de parlamentari
- 29 iulie 2012: Referendumul pentru demiterea președintelui României
- 6–7 octombrie 2018: Referendumul pentru modificarea articolului 48 din Constituția României
- 26 mai 2019 - Referendumul pe tema justiției